# البياضي (همدان)

تعديل مصدري - تعديل

البياضي هي إحدى قرى عزلة ربع همدان بمديرية همدان التابعة لمحافظة صنعاء، يبلغ تعداد سكانها 465 نسمة حسب تعداد اليمن لعام 2004.